# هالة (رسوم دينية)

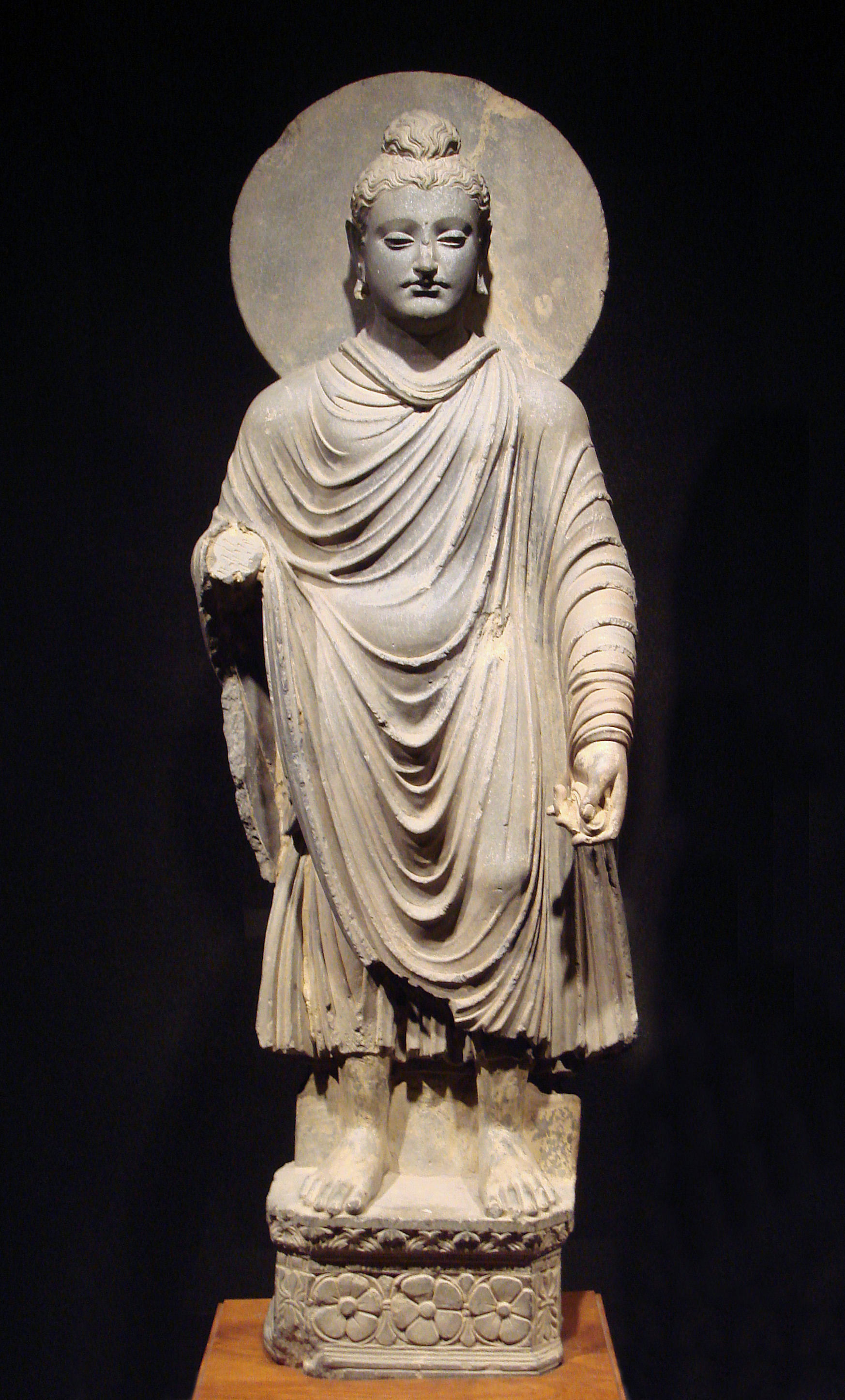
يقف بوذا مع هالة تُهلله، القرنين الأول والثاني الميلادي (أو قبل ذلك)، الفن اليوناني البوذي في غاندهارا.

الهالة (من الإغريقية: ἅλως، هالُس) هي إكليل من أشعة النور، أو دائرة أو قرص من النور يحيط بشخصٍ ما في الفن. استُعملت الهالة في الأيقنة في كثير من الأديان لتدل على الشخصيات المقدسة، ولكنها استعملت أيضًا في فترات متعددة مع صور الحُكّام أو الأبطال. يصوَّر الأشخاص المقدسون في الفن الديني في اليونان القديمة، وروما القديمة، وفي المسيحية والهندوسية والبوذية والإسلام وأديان أخرى، مع توهّج مستدير، أو ألسنة نار في الفن الآسيوي، تكون حول الرأس أو حول الجسم كله، وتسمى إذا كانت حول الجسم كله ماندورلا. قد تظهر الهالات بأي لون وأي مزيج من الألوان، ولكنها عادةً تكون ذهبية أو صفراء أو بيضاء إذا كانت تعبر عن النور، وحمراء إذا كانت تعبر عن ألسنة اللهب.

## العالم الإغريقي القديم
تتحدث الآداب الدينية السومرية كثيرًا عن «الميلم» (أخذتها الأكادية بصيغة ميلامو)، وهو «بريق ظاهر فاتن يظهر على الآلهة والأبطال والملوك أحيانًا، وعلى المعابد عظيمة القُدسيّة ورموز الآلهة وما يشير إليها».
يصف هومر نورًا فوق الطبيعي يظهر حول رؤوس الأبطال في المعركة. تظهر على صندوق زينة أبيض الأرضية في اللوفر تصويرات لبيرسيوس وهو يذبح ميدوسا، فيما تشعّ من رأسه خطوط، وتظهر أيضًا على إناء أحمر متأخر مرسوم على طريقة بوليغنوتوس، وتعود إلى عام 450-30 قبل الميلاد، في متحف المتروبوليتان للفنون. تظهر على الأمتعة المرسومة في جنوب إيطاليا خطوط مشعة أو هالات على مجموعة من الشخصيات الأسطورية: ليسا، وهي تشخيص للجنون، تظهر على شكل أبي الهول، وهي شيطانة بحر، وثيتيس، وهي حورية بحر، وأمّ أخيل. كان عملاق رودس تمثالًا لإله الشمس هليوس وله إكليله المشع المعتاد (الذي استنسخ في تمثال الحرية). لطالما عُرض الحكام الهلنستيون وعم يرتدول أكاليل مشعة يبدو وضوحًا أنها تحاول تقليد هذا الأثر.

## في الفن المسيحي

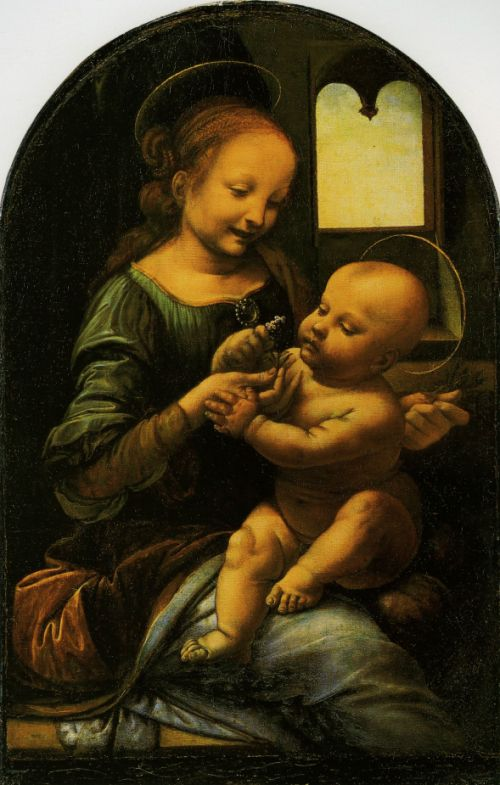
لوحة لدافنشي

استُعملت الهالة في الفن المسيحي القديم في القرن الرابع تقريبًا، في أقدم الصور الأيقونية للمسيح، وكان الشخص الوحيد الذي له هالة (هو ورمزه، حمَل الله). في أول الأمر، رأى كثيرٌ من الناس أن الهالة تمثيل للوغوس المسيح، وطبيعته الإلهية، ومن ثم في التصويرات القديمة جدًّا (قبل عام 500) للمسيح قبل أن يعمده يوحنا، لم تكن تظهر عليه الهالة عادة، لأن الأمر كان محل نقاش: هل اللوغوس كان فطريًّا موجودًا فيه منذ الحمل (وهو الرأي الأرثوذكسي)، أو أنه اكتسبه بالتعميد (وهو الرأي النسطوري). ظهر المسيح في هذه الفترة أيضًا على هيئة طفل أو فتى في التعميدات، ولو أن هذا قد يكون تصويرًا كهنوتيًّا لا تمثيلًا مرتبطًا بالعمر.
الهالة الصليبية، أو صليبية الشكل، هي هالة لها صليب في داخلها، أو ممتدًّا وراءها، وتستعمل الدائرة لتمثيل أقانيم الثالوث المقدس، لا سيما المسيح، ولا سيما في الفن القروسطي. في الصور البيزنطية والأرثوذكسية، يظهر على كل خط من خطوط الصليب في هالة المسيح حرفٌ من الحروف الإغريقية Ο Ω Ν، فإذا جُمعت تكون معًا «ho ōn»، أي «الواحد الموجود» أو «الموجود»، وهي دلالة على ألوهية المسيح. على الأقل في الصور الأرثوذكسية المتأخرة، يتألف كل خط في  الصليب من ثلاثة خطوط، ترمز إلى عقائد الثالوث، وواحديّة الإله والطبيعة المزدوجة للمسيح.
في فسيفساءات كنيسة سانتا ماري ماجيوري (432-40) يظهر للمسيح الطفل صليب رباعي الأيدي إما على رأسه وإما في نصف قطر الهالة وإما فوق نصف القطر، ولكن هذا غير معتاد. في الفسيفساءات نفسها رُسم للملائكة هالات (كما فعل الملك هيرود استمرارًا للتقليد الملكي)، ولكن ليس لمريم ولا يوسف هالات. يُرسَم أحيانًا لبعض الشخصيات الأخرى هالات صليبية، مثل الحمائم السبع التي تمثل العطايا السبع للروح القدس في مخطوطات فيسغرادنسيس في شجرة يسى (حيث كان ليسى وإشعيا هالات عادية، كهالات أسلاف المسيح في منمنمات أخرى).
وبعد ذلك، صار يُرسَم حول الإله الآب هالات مثلّثيّة تمثل الثالوث. وعندما تصور يد الله الآب خارجة من سحابة، يمكن أن ترسم لهذه اليد أيضًا هالة.
تستعمل الهالات المدورة العادية عادة للدلالة على القديسين ومريم العذراء وأنبياء العهد القديم والملائكة، ورموز أصحاب الأناجيل الأربعة، وبعض الشخصيات الأخرى. لطالما ظهر الأباطرة البيزنطيون من ذكور وإناث في صور مركبة يظهر فيها قديسون أو يظهر فيها المسيح، ولكن هالات الأباطرة تكون مفرغة، أي يُرسَم محيطها ولا يُملأ. استنسخ هذا التقليد الحكام الأوتونيون ثم الروس. ومع تقدم العصور الوسطى، قلّما رُسم لشخصيات العهد القديم هالات.
تظهر الشخصيات المباركة، أي القديسون الذين لم يقنَّنوا بعد، أحيانًا في الفن الإيطالي القروسطي بأشعة تشع من رؤوسهم، ولكن من دون حدٍّ دائري للهالة، ثم أصبح هذا شكلًا أقل بروزًا للهالة ويمكن استخدامه لكل الشخصيات. أما مريم، فكان لها هالة خاصة بها، لا سيما منذ الفترة الباروكية، وهي هالة في دائرة من اثني عشر نجمًا، مستوحاة من وصفها بامرأة سفر الرؤيا.
استُعملت الهالات المربعة أحيانًا في الرسومات المدفوعة في إيطاليا بين عامي 500-1100، أطوَل هذه الرسومات بقاءً لوحات البابوات وغيرهم في فسيفساءات روما، ومنها نقش إبيسكوبا ثيودورا الذي يصور رأس أم البابا في ذلك الزمان. يبدو أن هذه الهالات المربعة علامة على الشخصيات المعاصرة، في قِبال القديسين الذين يرافقونهم عادة، ولا تدل هذه الهالات على أي تقنين مستقبلي. من الأمثلة المتأخرة على هذا صورة لديسيديريوس، رئيس دير مونت كاسينو، الذي أصبح بعد ذلك بابا، ظهرت في مخطوطة ترجع إلى 1056–86، وقد صُوّر البابا غريغوري الأول نفسه بهالة مربعة، أشار إلى ذلك كاتب لسيرة حياته من القرن التاسع، اسمه جون، وهو شماس روما. ورُسم حول شخصية ربما كانت تمثل موسى في معبد دورا يوروبوس الذي يعود إلى القرن الثالث هالة مربعة، وليس في هذا المعبد أي هالات مدورة. يُرسَم أحيانًا حول تشخصيات الفضائل هالات سداسية الأضلاع. توجد الهالات الصدفية التي تظهر أحيانًا كما لو أنها مصنوعة من خطوط مشعة في مخطوطات «مدرسة آدا» الكارولنجية، ومنها أناجيل آدا.
تسمى أحيانًا صورة الإشعاع الذي يكون للجسم كله المجد، وهو نور يشع من الجسم كله، ويكثر أن يكون للمسيح أو أمه، وأحيانًا للقديسين (لا سيما الذين رُوِي أنهم شوهدوا وحولهم هالة مثلها). تكون هذه الهالة عادة ماندورلا (على شكل لوزي)، ويكون خاصة في لوحة المسيح في المجد، وقد يكون له مع هذا هالة حول رأسه. في تصويرات تجلي يسوغ يظهر شكل أشد تعقيدًا، لا سيما في التراث الشرقي الأرثوذكسي، كما في الأيقونة الشهيرة في القرن الخامس عشر، الموجودة في معرض تريتياكوف في موسكو.
عندما يستعمل الذهب خلفيةً في المنمنمات والفسيفساءات والصور اللوحية، تُشَكَّل الهالة عادةً بنقش خطوط في رقائق الذهب، وقد تُزيَّن بزخرفات داخل محيطها الخارجي، وهكذا تصبح أقل بروزًا. يمكن أن تُلمَّع رقائق الذهب التي في الهالة بطريقة دائرية أيضًا، وهكذا ينتج أثر إشعاع النور من رأس المرسوم. في القرون الأولى من استعمال الهالة مسيحية، كان يمكن أن تكون بأي لون (ولو أن اللون الأسود مخصوص بيهوذا والشيطان والشخصيات الشريرة الأخرى) ويمكن ان تكون متعددة الألوان، ولكن الذهب أصبح هو المعياري بعد ذلك، وإذا لم تكن الخلفية كلها من رقائق الذهب، فإن الهالة نفسها عادة تكوت منها.

## قبل المسيحية

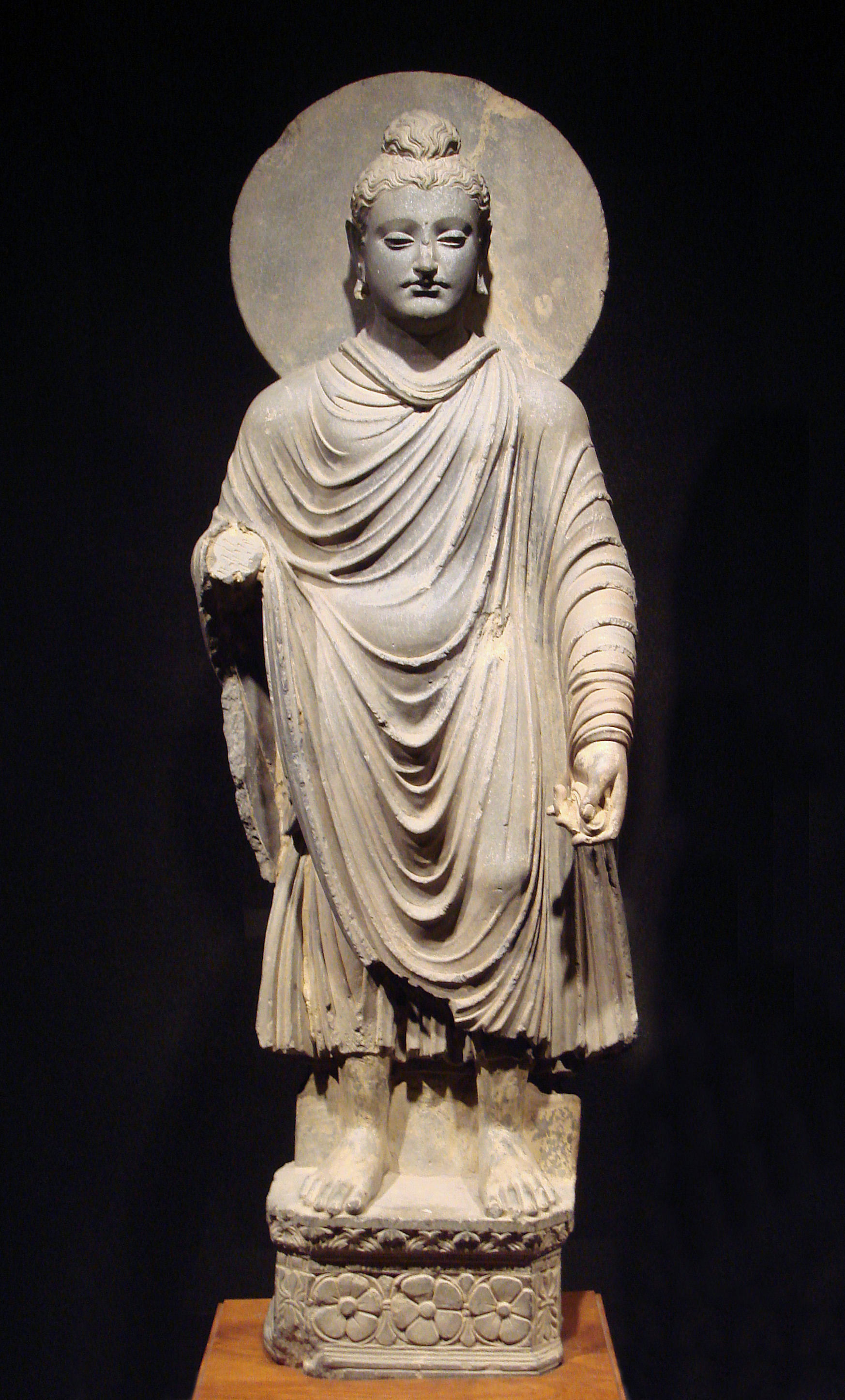
بوذا مع هالة

تشاهد أقراص شمس فوق رؤوس عدة آلهة لدى المصريين القدماء منها رع وهاثور، وتشاهد رموز تشبه الهالات أيضا مثل صليب الشمس، وهذه رموز موجوده في عدة أديان خاصة ديانات عبادة الشمس.
تحدث هوميروس (~القرن 8 قبل الميلاد) عن ضوء غير طبيعي يحيط برؤس الأبطال في المعركة. وفي اثار من جنوب إيطاليا تشاهد خطوط ضوء أو هالات حول شخصيات أسطورية مثل شيطان البحر والحورية ثتيس. عملاق رودس وهو تمثال إله الشمس هيليوس عليه تاج مشع (يوجد تقليد له في تمثال الحرية). ويشاهد الحكام الهيلينيين غالبا مع تيجان مشعة مشابهة.

## معرض صور في الفن المصري والآسيوي

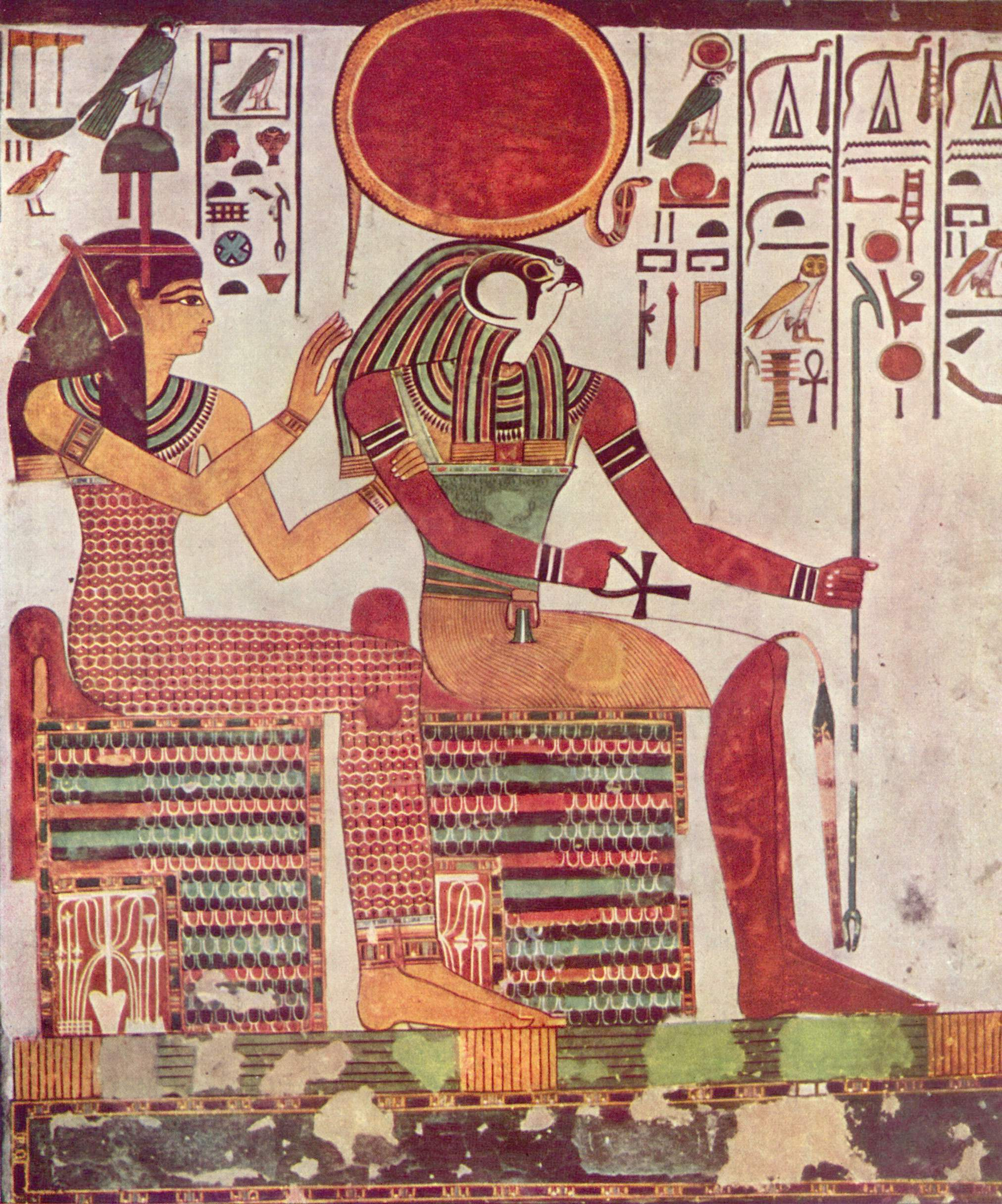
مع قرص الشمس، قبل 1235 قبل الميلادرع
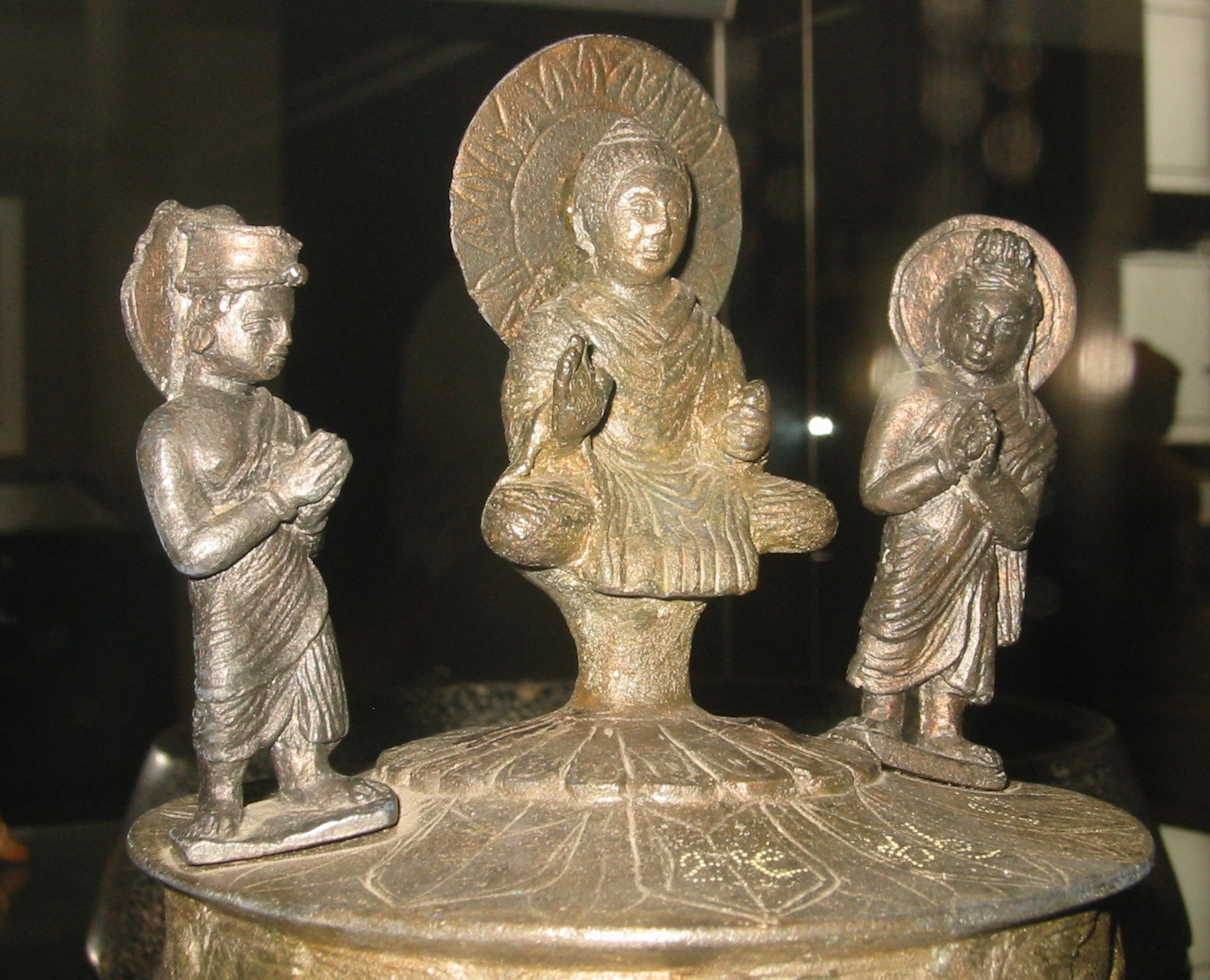
براهما وبوذا وإندرا
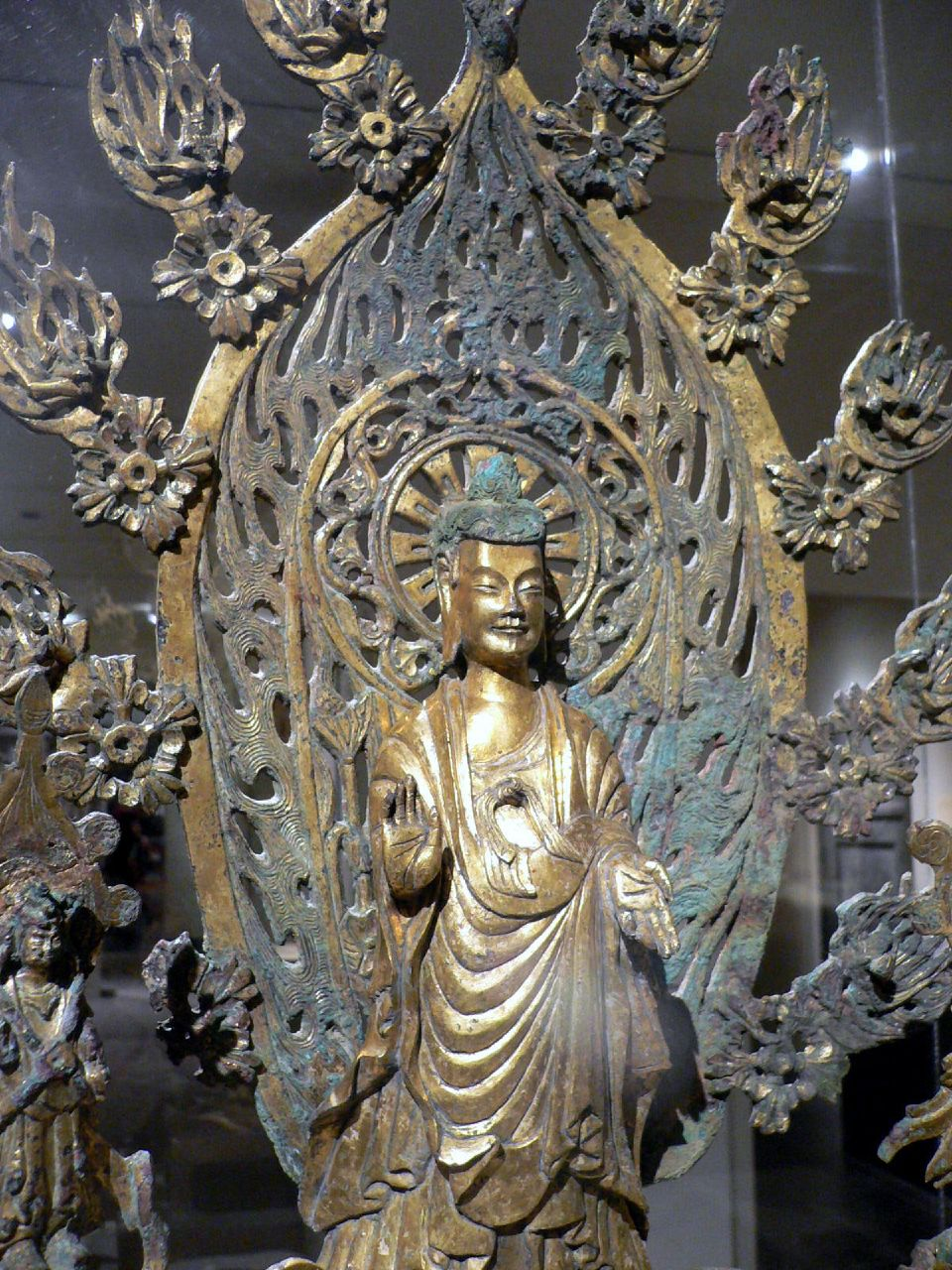
وي الشمالي مع هالتين فضة
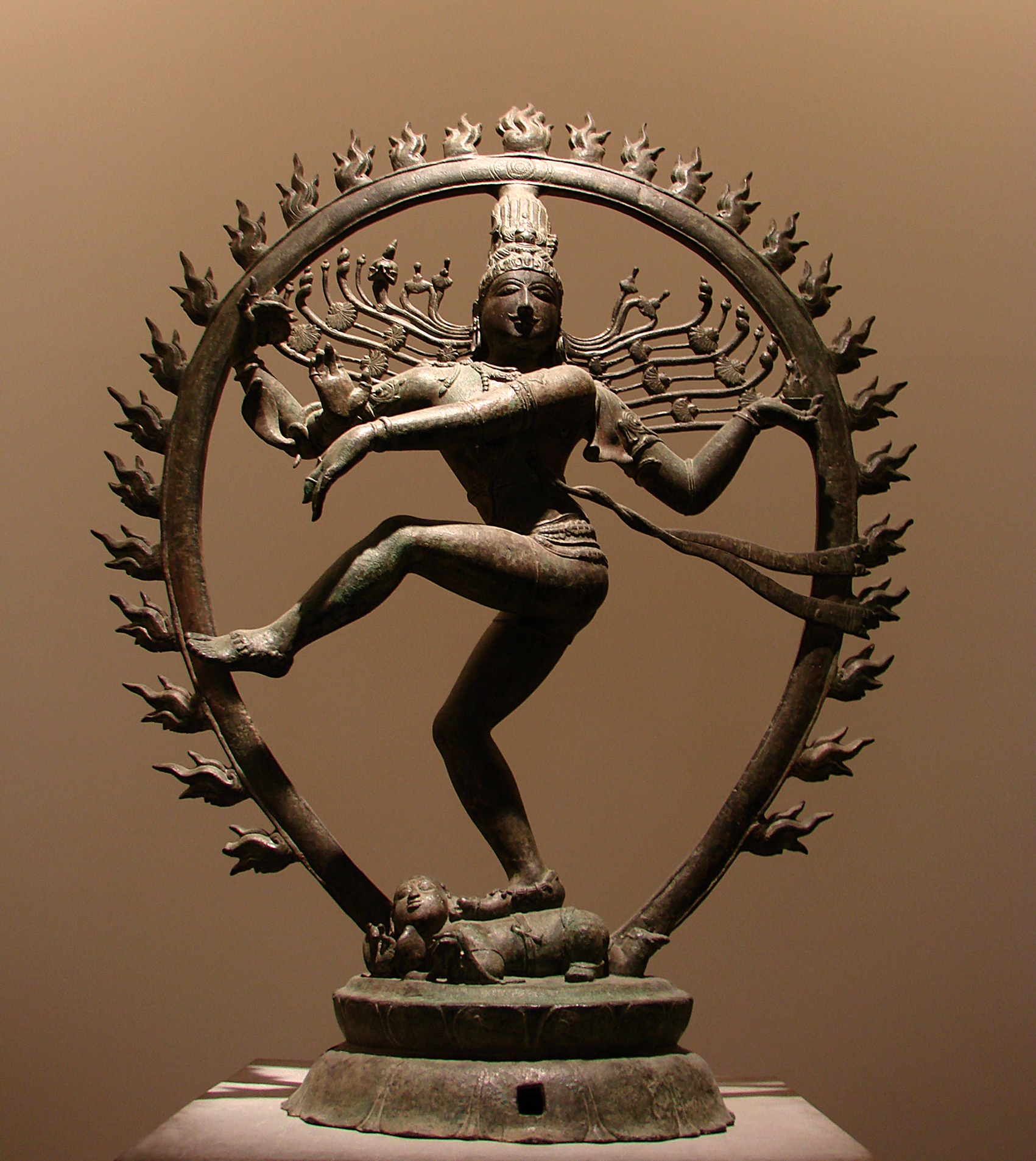
سلالة تشولا نتراج with an aureole of flames, 11th century
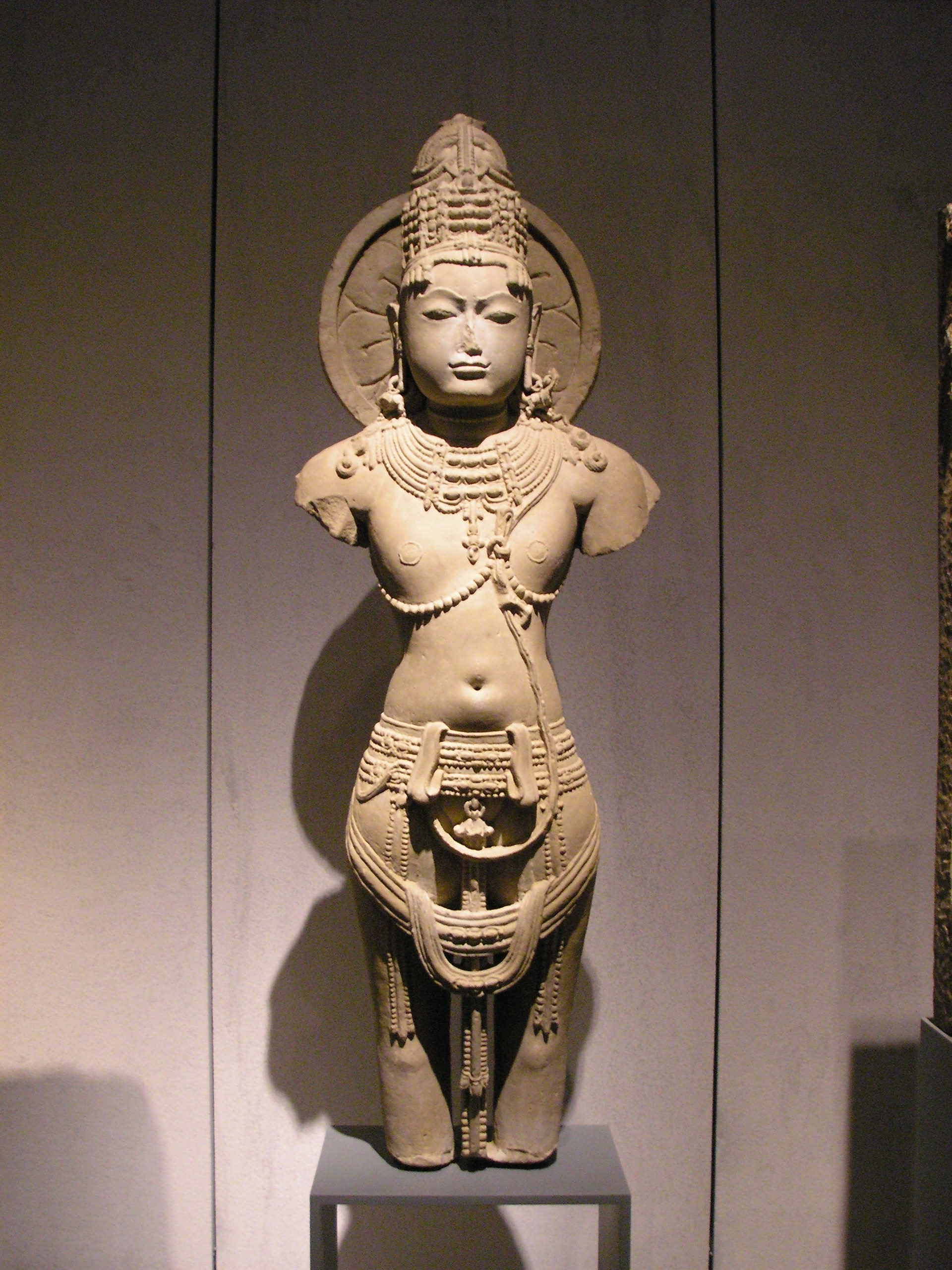
شخصية جينية
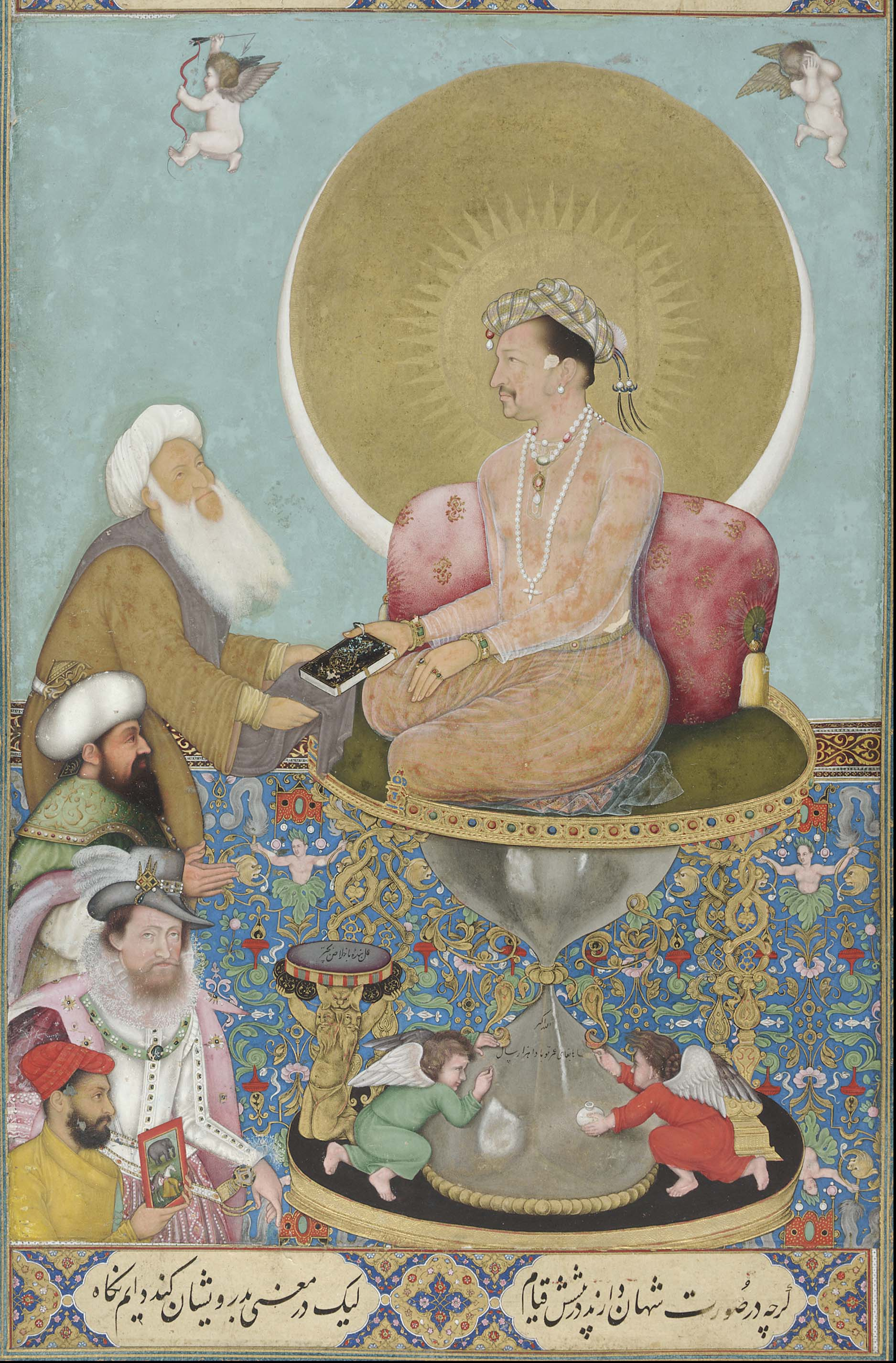
إمبراطور مغولي مع هالة كبيرة
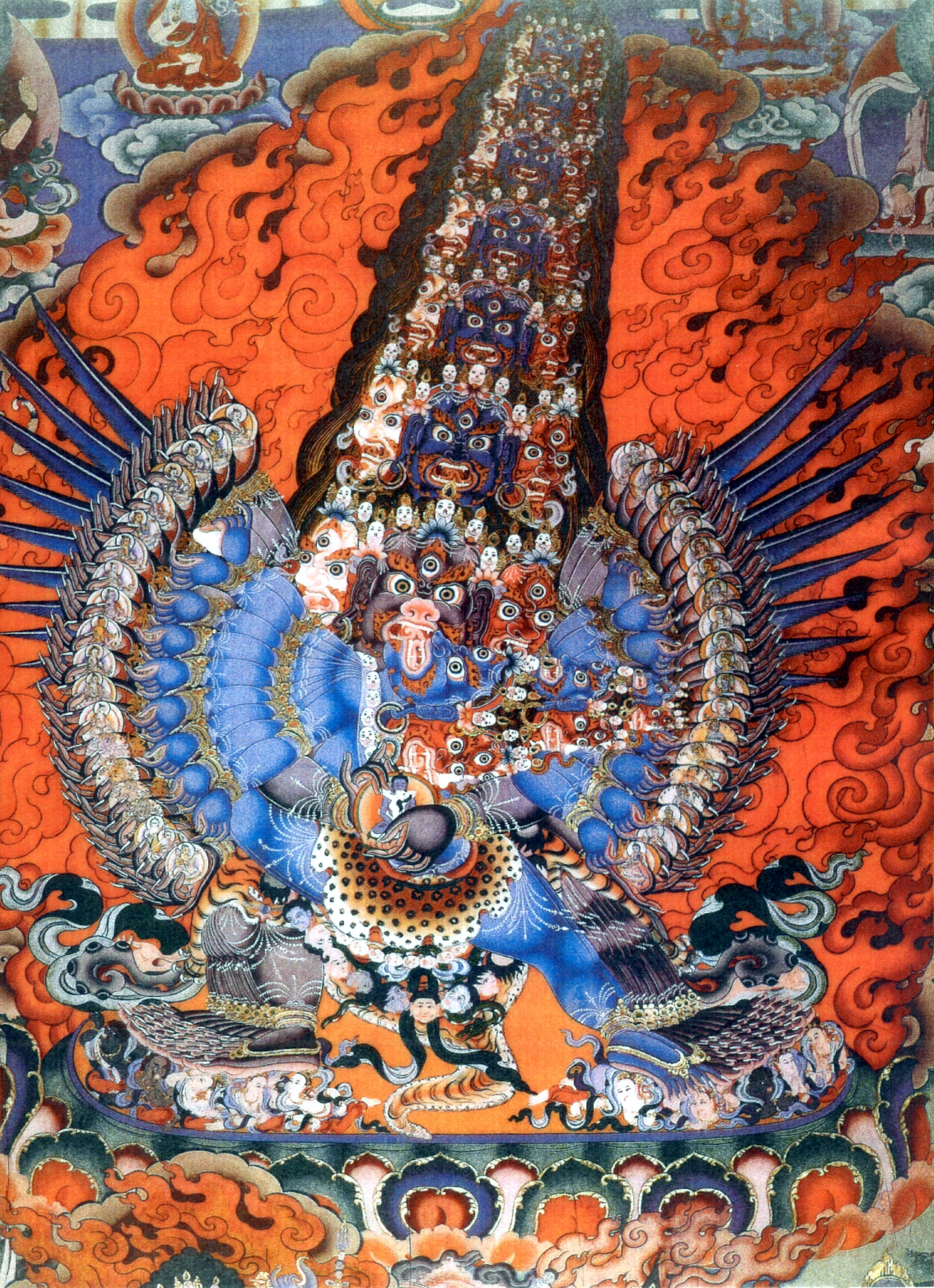
إله تيبتي متعدد الأطراف محاط بهالة نار ودخان

## في الفن الروماني

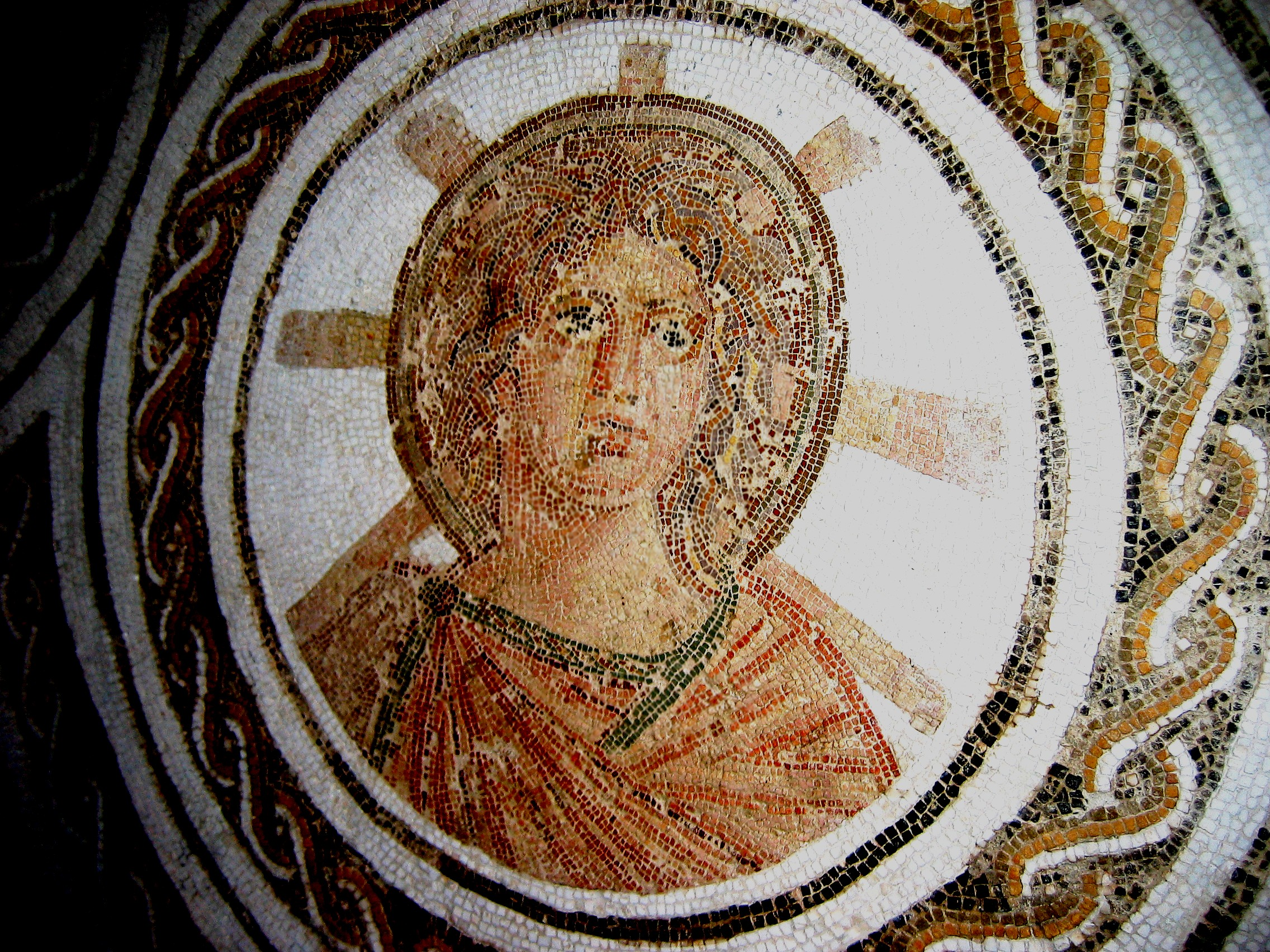
أبولو مع هالة مشعة ارضية موزايك رومانية في تونس من القرن الثاني